# Stanisław Łukawski

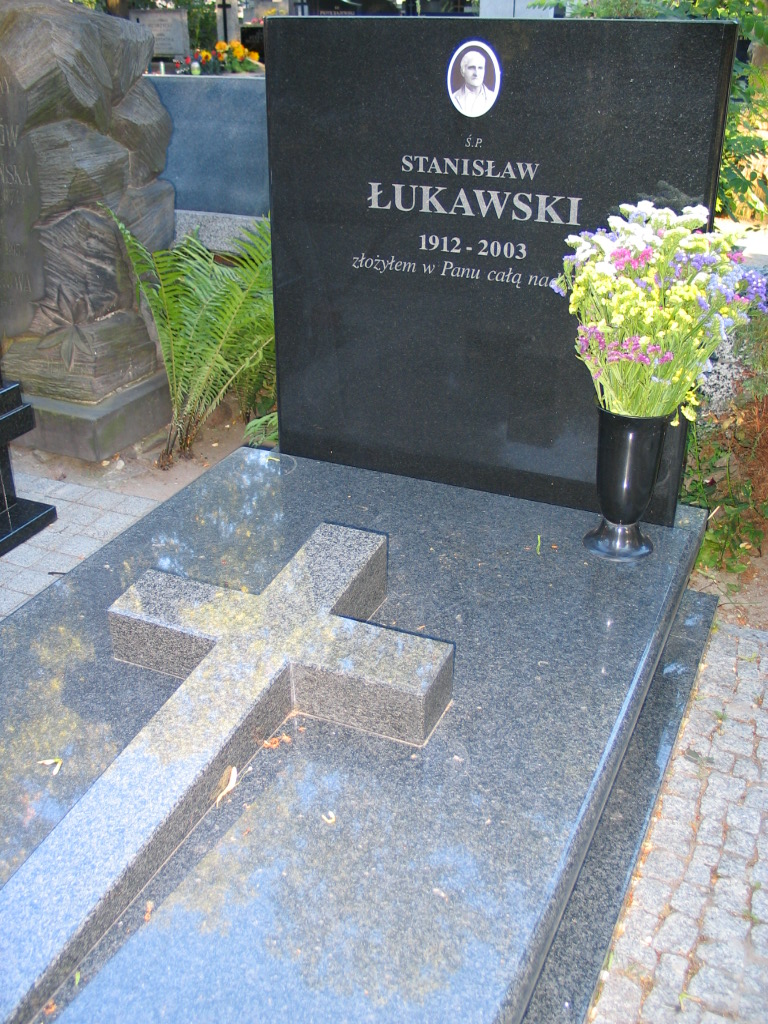
Grób Stanisława Łukawskiego na Starym Cmentarzu w Łodzi

Stanisław Łukawski (ur. 27 lipca 1912 w Gorzyczanach, zm. 28 czerwca 2003 w Łodzi) – polski społecznik, regionalista łódzki, publicysta, uznawany za nestora łódzkich przewodników.

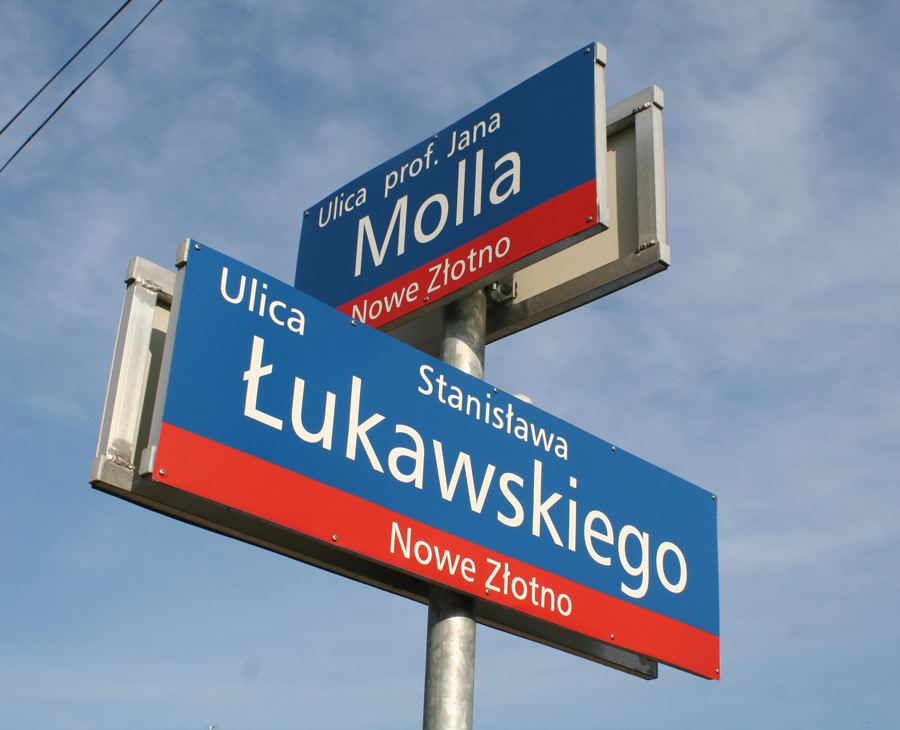
Ulica im. Stanisława Łukawskiego w Łodzi

## Życiorys
- w czasie II wojny światowej działał w szeregach Narodowych Sił Zbrojnych w pow. koneckim[2]
- wieloletni przewodnik i działacz PTTK, Towarzystwa Opieki nad Zabytkami i Towarzystwa Przyjaciół Łodzi
- popularyzator wiedzy o historii i zabytkach Łodzi
- pomysłodawca i współtwórca „Filmowej Encyklopedii Łodzi” w Telewizji Łódź
- działał w Towarzystwie Przyjaciół Łodzi
- założyciel Towarzystwa Opieki nad Starym Cmentarzem w Łodzi w 1998 roku
- inicjator corocznej kwesty na rzecz ratowania zabytków Starego Cmentarza w Łodzi
- inicjator założenia Fundacji Na Rzecz Ratowania Kaplicy Karola Scheiblera
- autor książki Łódzka secesja[3]

Wielokrotny inicjator i organizator uroczystości na łódzkim Starym Cmentarzu, związanych z historycznymi wydarzeniami, grupami społecznymi czy zawodowymi, np. uroczystości związanych z pochowanymi tam strażakami. Na tym cmentarzu sam został pochowany.

## Odznaczenia
Uhonorowany Złotym Krzyżem Zasługi, Krzyżem Kawalerskim Orderu Odrodzenia Polski, Honorową Odznaką Miasta Łodzi, Odznaką Zasłużony Działacz Kultury, Złotą Honorową Odznaką PTTK, Złotym Medalem Opiekuna Miejsc Pamięci Narodowej, Złotą Odznaką „Za opiekę nad zabytkami”, Odznaką za Zasługi dla Miasta Łodzi.